# Ficus macrophylla
Espèce
Classification phylogénétique
Le figuier de la baie de Moreton (Ficus macrophylla) est un grand arbre à feuillage persistant de la famille des Moraceae d'origine australienne.

## Description

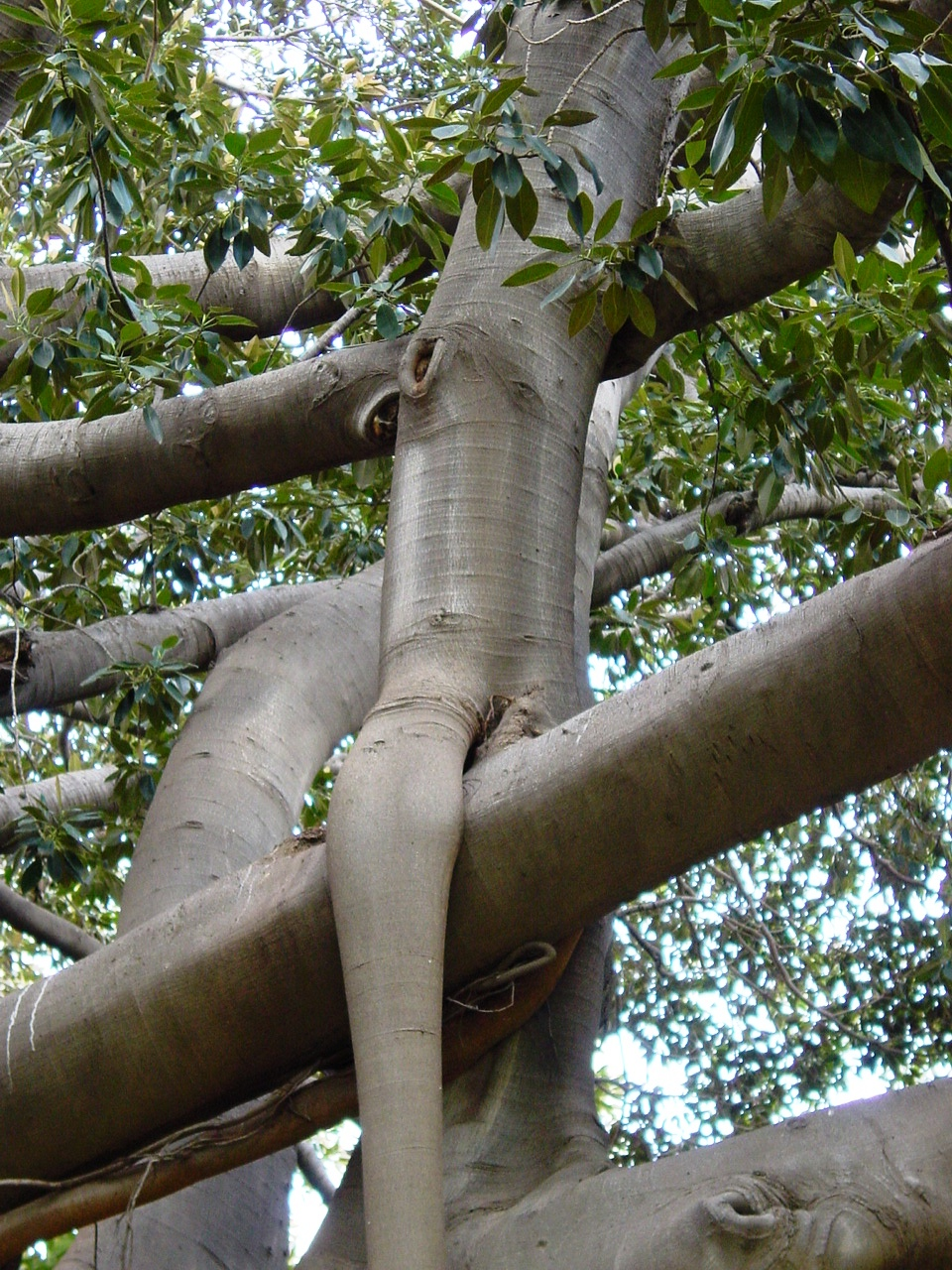

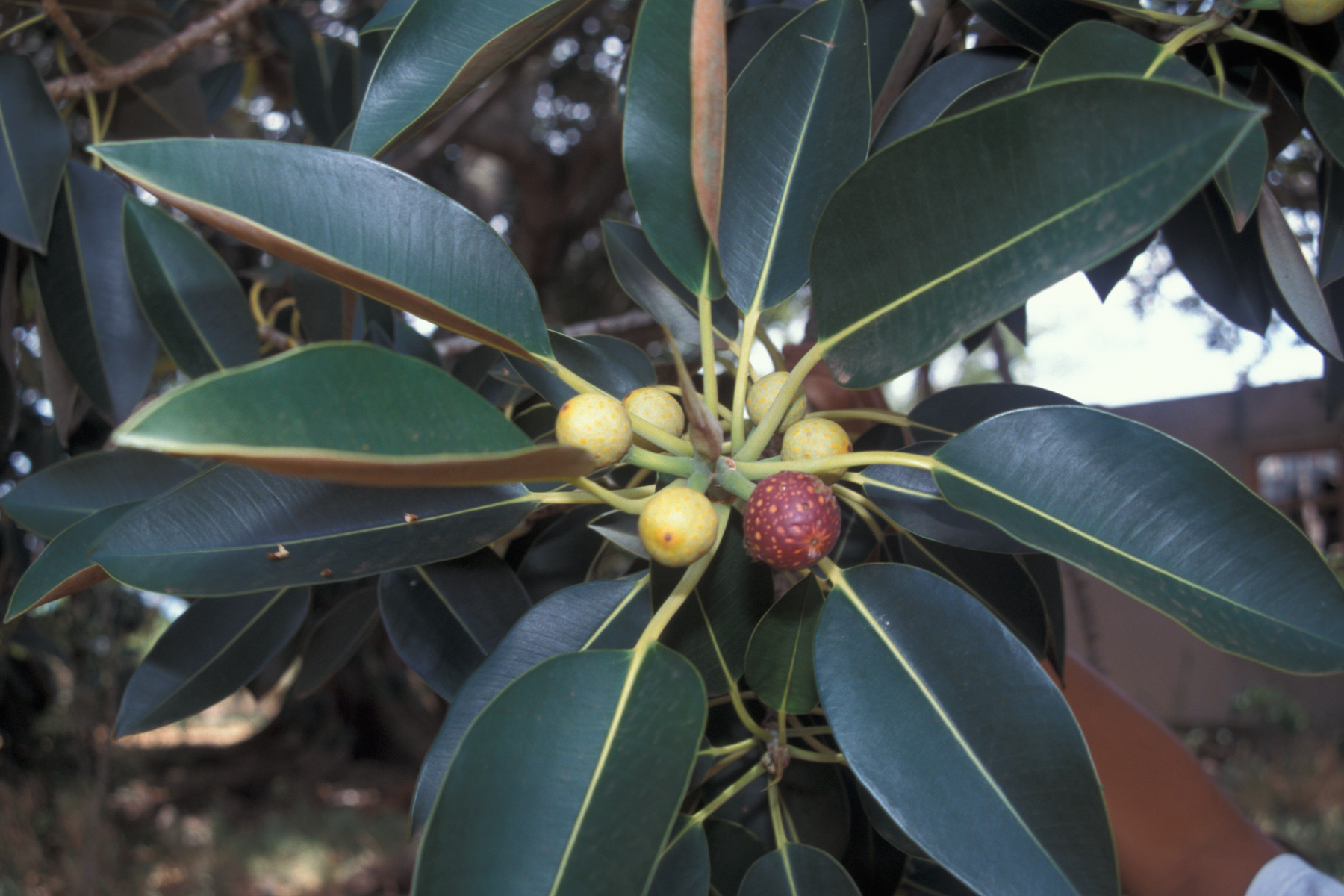
Feuilles et fruits

Le  Ficus macrophylla dans son habitat naturel se présente comme un arbre de grandes dimensions, qui peut atteindre 60 mètres de haut.
C'est une plante typique des forêts pluviales qui, dans ces milieux, se développe souvent sous forme de plante grimpante. En effet, quand elle germe sur la branche d'un arbre, elle propage ses racines autour du tronc de son hôte, l'étouffe et finit par le tuer et par prendre sa place. À ce titre, il est parfois appelé figuier étrangleur.
L'aspect impressionnant, caractéristique  du Ficus macrophylla, est dû au développement de ses racines aériennes ramifiées, de soutien, qui rejoignent le sol et se transforment en autant de troncs supplémentaires ; des piliers qui favorisent le maintien du poids de la partie sommitale de l'arbre. Ces racines constituent en outre des surfaces d'absorption et l'arbre est donc assez sensible à la compacité du sol autour du tronc, comme cela se produit lorsqu'il est en enclos, en dehors des parcs et jardins. Étant une plante avide d'eau, comme beaucoup d'autres espèces australiennes, il ne doit pas être planté en milieu urbain, parce que ses racines sont susceptibles de détruire les canalisations d'eau, ni dans les zones pauvres en eau.
Les feuilles sont larges, ovales-elliptiques, coriaces et de couleur vert sombre, brillantes à leur face supérieure, argentées sur leur face inférieure, longues de 10 à 25 cm.
Le fruit est un sycone comestible, semblable à celui du figuier commun (Ficus carica), de forme ovoïde et de 2 cm de long environ, de couleur verte devenant violacé avec des taches jaune-vert à maturité. Il n'est produit que par les arbres adultes qui ont poussé en plein air ; en général, ils se développent par paires.

## Distribution
L'espèce est originaire des États australiens du Queensland et de Nouvelle-Galles du Sud. Le nom commun de figuier de la baie de Moreton (Moreton Bay Fig) lui vient de la baie australienne éponyme. Dans cette région de l'Australie orientale, la température moyenne oscille autour de 20–30 °C en janvier et de 10–20 °C en juillet.
Cet arbre est cultivé et s'est naturalisé en Nouvelle-Zélande, à Hawaï, en Californie et en Floride. Toutefois, dans ces régions, les individus n'atteignent jamais les mêmes dimensions que dans leur habitat originel. On en trouve aussi plusieurs exemplaires à Valence ou encore Malaga (Espagne), où le plus grand possède un tronc de 13 m de circonférence et une couronne de 40 m avec une hauteur de 26 m.

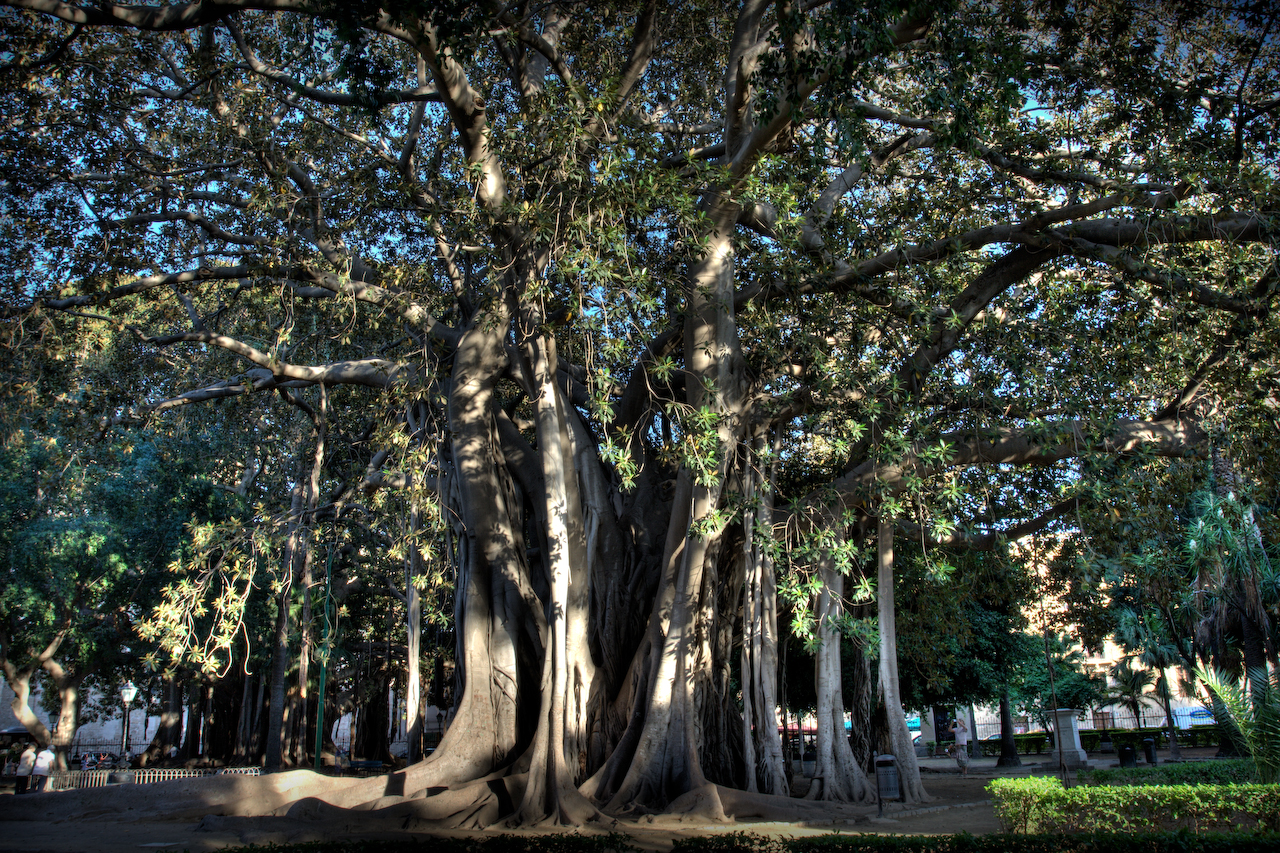
Sur la piazza Marina de Palerme
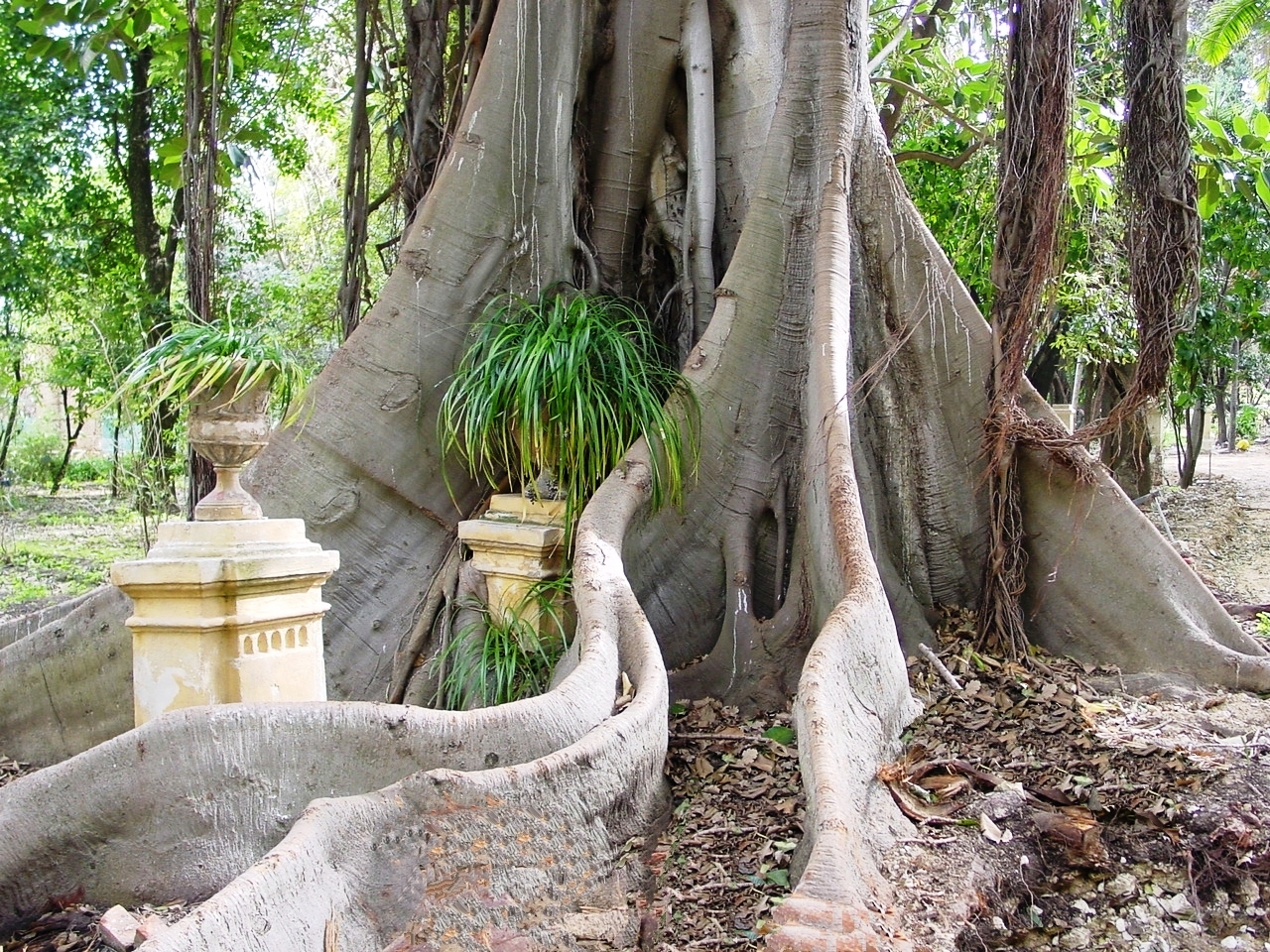
Au Jardin botanique de Palerme
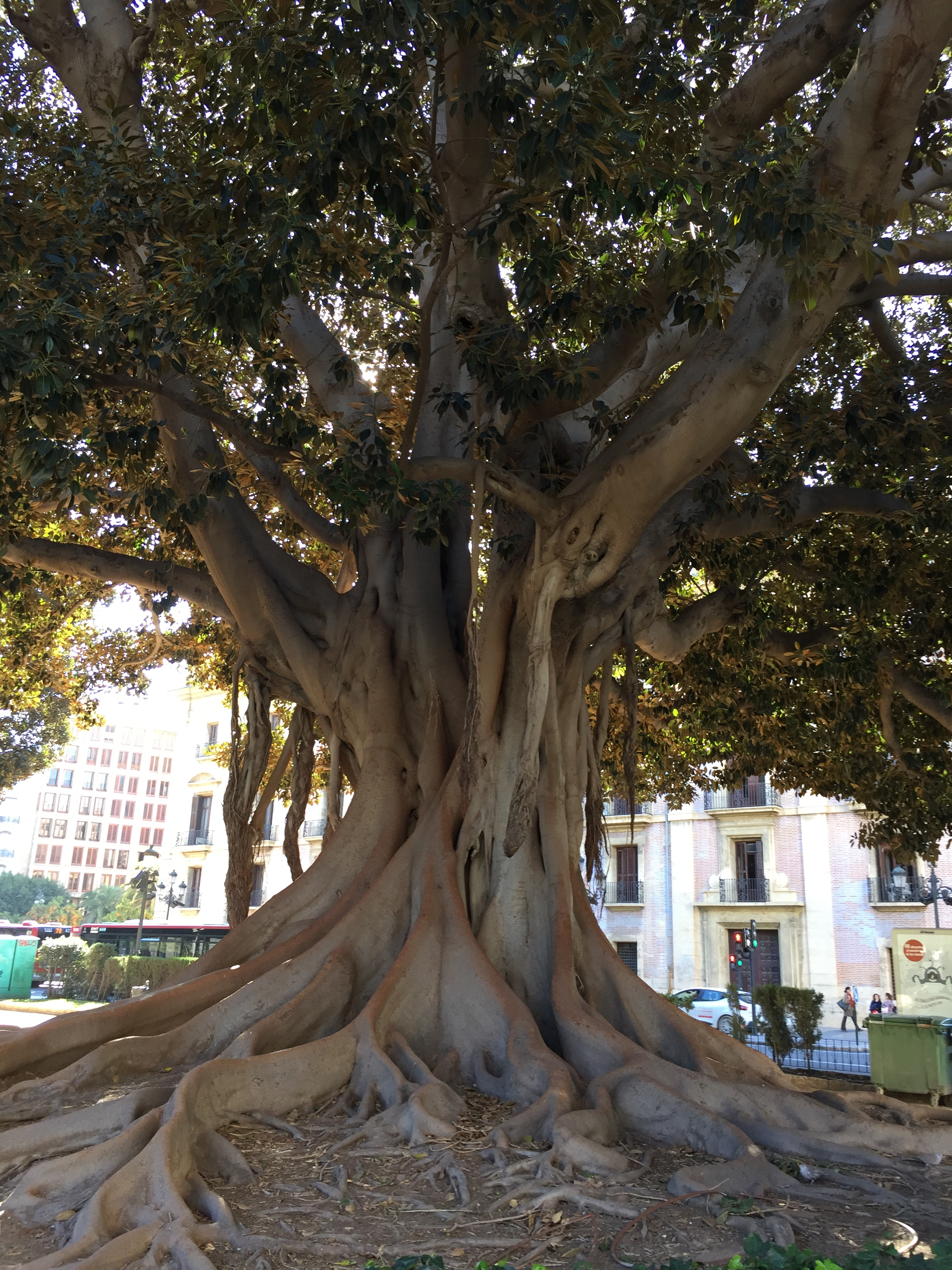
Sur la place de Tetuan à Valence
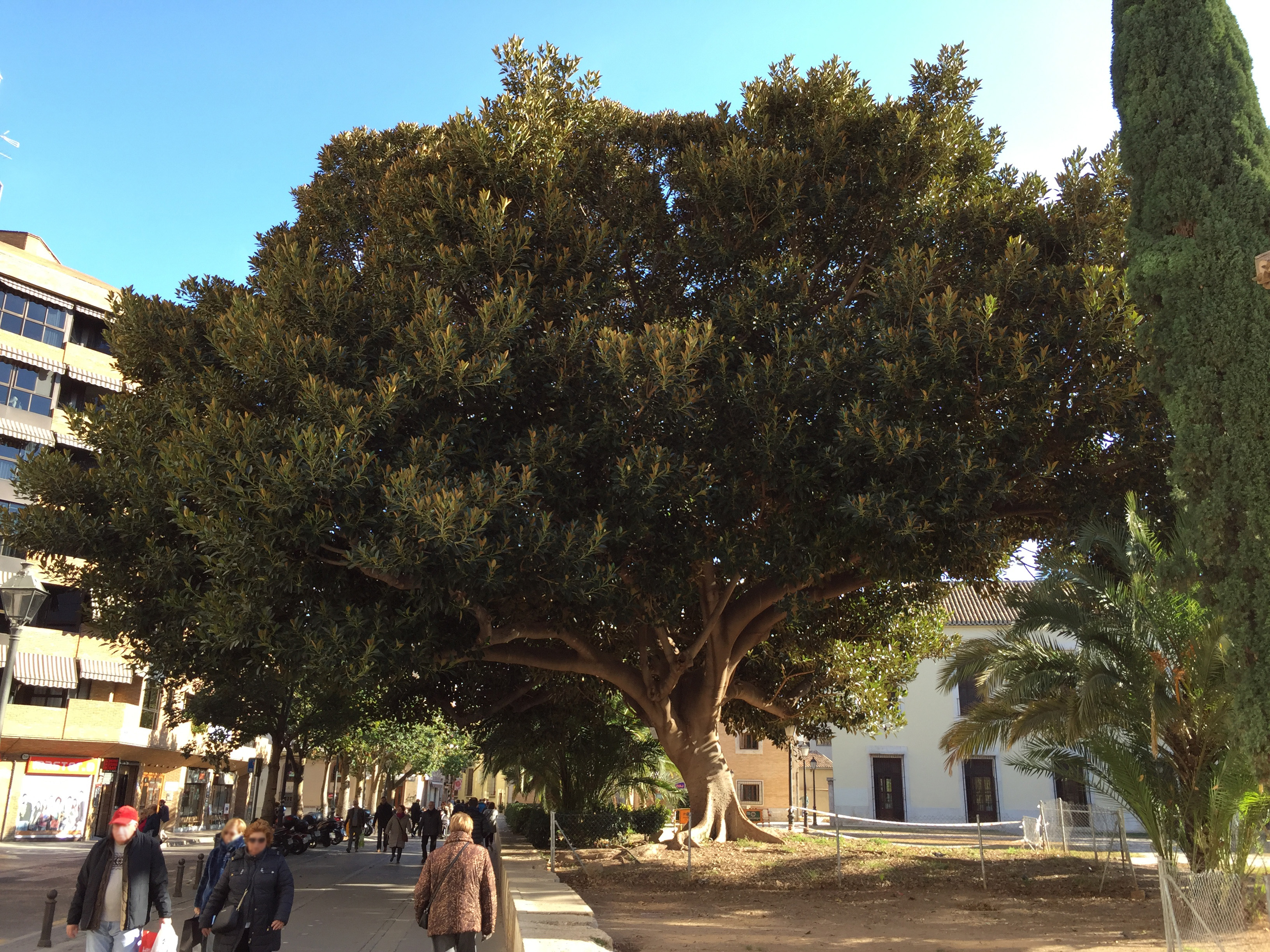
Valence

## Propagation

### Pollinisation
Le fruit (sycone ou figue) et le système de reproduction ont des caractéristiques communes avec celles des autres espèces du genre Ficus.
Chaque espèce de Ficus est inféodée à un hyménoptère pollinisateur spécifique et réciproquement chacun de ces hyménoptères pond ses œufs seulement dans les fruits d'une espèce particulière de ficus. L'hyménoptère spécifique du Ficus macrophylla est le Pleistodontes froggatti.

### Dissémination
Parmi les oiseaux qui ont été signalés comme disséminateurs de cette espèce de Ficus figurent le moineau domestique (Passer domesticus), l'Acridotheres tristis tristis, la Geopelia striata, la  Streptopelia chinensis et le Zosterops japonicus. D'autres animaux comme les chauves-souris, les porcins, les rongeurs, les perroquets et les singes sont aussi des disséminateurs potentiels.

## Sous-espèces
On connait deux sous-espèces :
- Ficus macrophylla subsp. macrophylla, autrefois classé comme Ficus platypoda var. etiolaris (Benth)
- Ficus macrophylla subsp. columnaris (C.Moore & F.Muell.), autrefois classé comme Ficus magnolioides (Borzì)

## Curiosité
Dans le jardin botanique de Palerme, au début du XXe siècle, Antonio Borzì étudia le latex du Ficus macrophylla subsp. columnaris qu'il considérait comme une source possible de caoutchouc. Mais bien que les exemplaires de cette espèce produisissent de grande quantité de latex, les analyses chimiques effectuées démontrèrent que la teneur en caoutchouc élastique était insuffisante.